# Luigi Pierri
Luigi Rosario Pierri (Tramutola, 23 marzo 1940 – Tramutola, 26 novembre 2005) è stato un politico italiano.

## Biografia
Senatore della Repubblica per due legislature (1987 - 1992; 1992 - 1994) eletto nel collegio di Corleto Perticara (Basilicata) nelle file del Partito Socialista Italiano.
Nella X Legislatura, per il Partito Socialista Italiano prese parte alla 1ª Commissione permanente (Affari Costituzionali), alla 4ª Commissione permanente (Difesa), della 13ª Commissione permanente (Territorio, ambiente, beni ambientali) e della Commissione d'inchiesta terremoti Basilicata e Campania.
Nella XI Legislatura sempre per il Partito Socialista Italiano fece parte della 1ª Commissione permanente (Affari Costituzionali), della 4ª Commissione permanente (Difesa), della 13ª Commissione permanente, e della Commissione parlamentare d'inchiesta sul terrorismo in Italia e sulle cause della mancata individuazione dei responsabili delle stragi.
È stato sindaco di Tramutola (PZ) dal 1976 a 1978.